# Адлешичи
Адлешичи (словен. Adlešiči)је насељено место у саставу општине Чрномељ, у Белој Крајини, покрајина Долењска која припада регији Југоисточној Словенији у Републици Словенији.
Адлешичи су једно од 5 села Беле Крајине и целе Словеније, насељених Србима током неколико протеклих векова.

## Географија
Насеље површине 1,58 км², налази се на надморској висини 213 м.

## Историја
До територијалне реорганизације у Словенији Адлешичи су се налазили у саставу старе општине Чрномељ.

## Становништво
Приликом пописа становништва 2011. године, Адлешичи су имали 118 становника.
| Број становника по пописима | Број становника по пописима | Број становника по пописима | Број становника по пописима | Број становника по пописима | Број становника по пописима | Број становника по пописима | Број становника по пописима | Број становника по пописима | Број становника по пописима | Број становника по пописима | Број становника по пописима | Број становника по пописима | Број становника по пописима |
| --------------------------- | --------------------------- | --------------------------- | --------------------------- | --------------------------- | --------------------------- | --------------------------- | --------------------------- | --------------------------- | --------------------------- | --------------------------- | --------------------------- | --------------------------- | --------------------------- |
| 1869                        | 1880                        | 1890                        | 1900                        | 1910                        | 1931                        | 1948                        | 1953                        | 1961                        | 1971                        | 1981                        | 1991                        | 2002                        | 2011                        |
| 132                         | 151                         | 163                         | 168                         | 178                         | 179                         | 190                         | 176                         | 147                         | 146                         | 118                         | 116                         | 126                         | 118                         |

Напомена: Године 2012. извршена је мала размена територије између насеља Адлешичи, Велика Села, Долењци и Јанковичи.

## Културна баштина
Локална жупна црква је посвећена Светом Николи (словен. sveti Miklavž) и спада у римокатолику епархију у Новом Месту. Први помен у писаним документима датира из 1334. године, али њен садашњи барокни изглед дугује великом преуређењу у другој половини 18. века. Главни олтар датира 1782. Црква је регистрована као једно од 6 непокретних културних добаро Републике Словеније.